# Hermann Löns

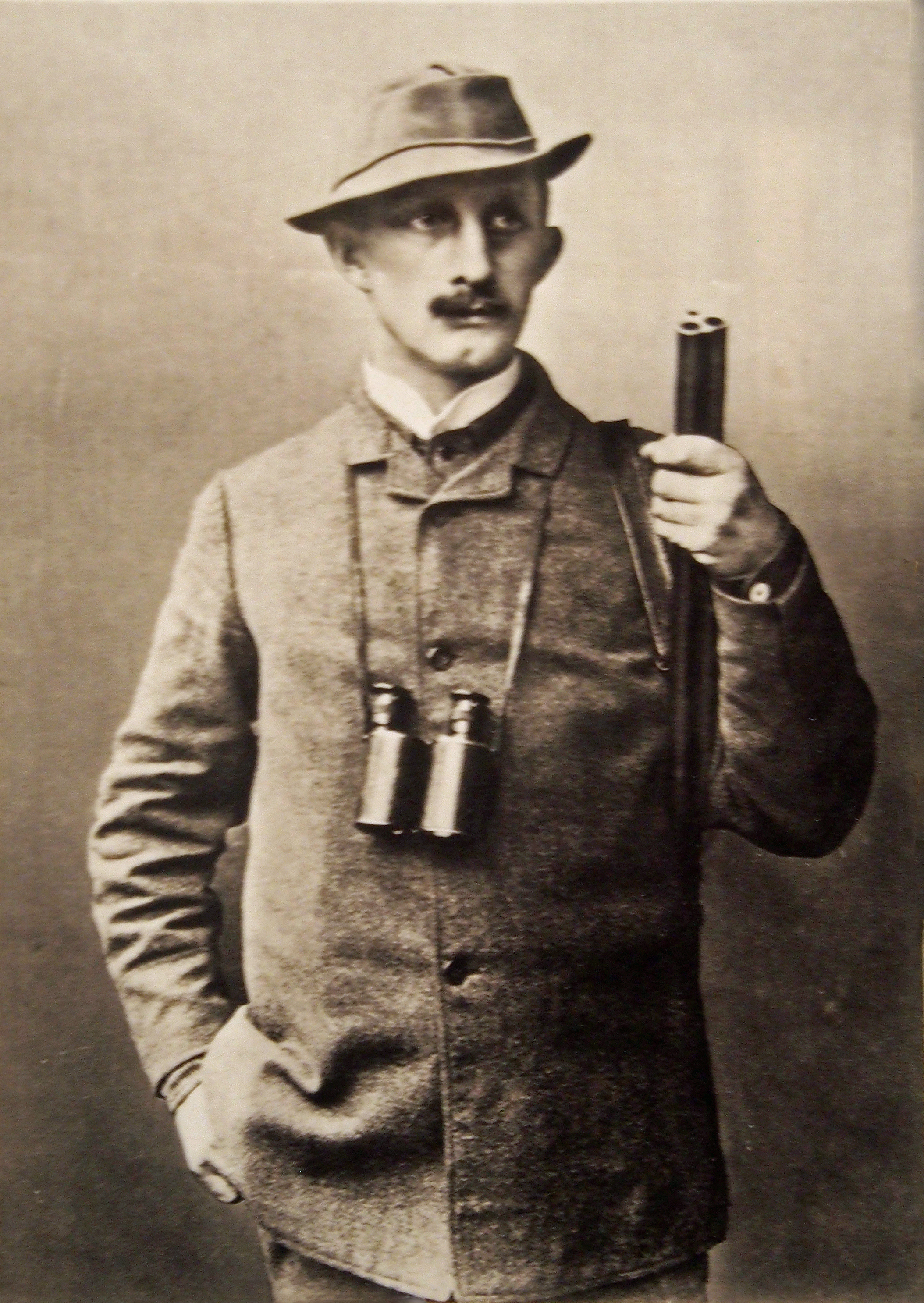
Hermann Löns, um 1900

Hermann Löns (* 29. August 1866 in Culm, Westpreußen, heute Chełmno, Polen; † 26. September 1914 bei Loivre bei Reims, Frankreich) war ein deutscher Journalist und Schriftsteller. Schon zu Lebzeiten wurde Löns, dessen Landschaftsideal die Heide war, als Jäger, Natur- und Heimatdichter sowie als Naturforscher und -schützer zum Mythos und als „Heidedichter“ bekannt.

## Leben

### Jugend und Ausbildung

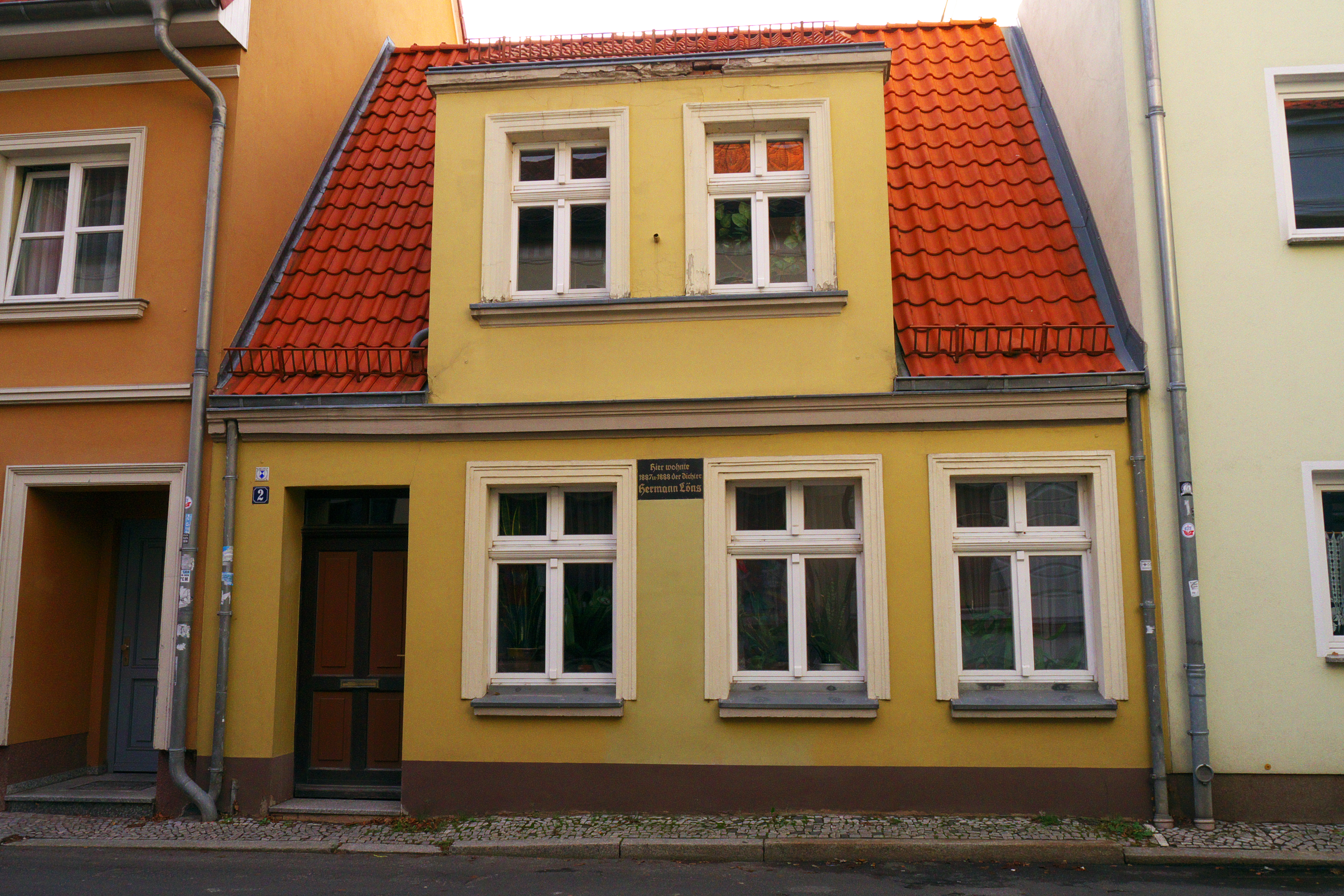
Wohnhaus Löns’ in Greifswald (1887–1888)

Hermann Löns war das erste von 14 Kindern des aus Westfalen stammenden Gymnasiallehrers Friedrich Löns und seiner Ehefrau Clara, geb. Cramer, einer Enkelin des Paderborner Hofapothekers Franz Anton Cramer. Der Hundezüchter Edmund Löns war sein Bruder. Als Löns ein Jahr alt war, wurde sein Vater nach Deutsch Krone am südlichen Rand der Tucheler Heide versetzt. Löns wurde dort eingeschult und besuchte später das Gymnasium, auf dem er 1882 den mittleren Schulabschluss, das „Einjährige“, erwarb. 1884 wurde der Vater nach Münster versetzt, woraufhin Löns dort 1887 das Abitur am Gymnasium Paulinum ablegte. Danach nahm er ein Studium der Medizin an der Universität Greifswald auf und trat der Turnerschaft Cimbria bei. Da Löns die Studiengebühren nicht aufbringen konnte, wechselte er 1888 nach Göttingen, wo er der Landsmannschaft Verdensia angehörte. 1889 kehrte Löns auf Wunsch seines Vaters nach Münster zurück, um sich an der dortigen „Akademie“ für Mathematik und Naturwissenschaften einzuschreiben. Er verfolgte wissenschaftliche Interessen als Weichtierkundler (Malakologe).
Im selben Jahr wurde Löns offenbar gemustert und dem Landsturm zugeteilt. Daraus ist zu schließen, dass er für den Militärdienst nur eingeschränkt tauglich war.

### Ehen

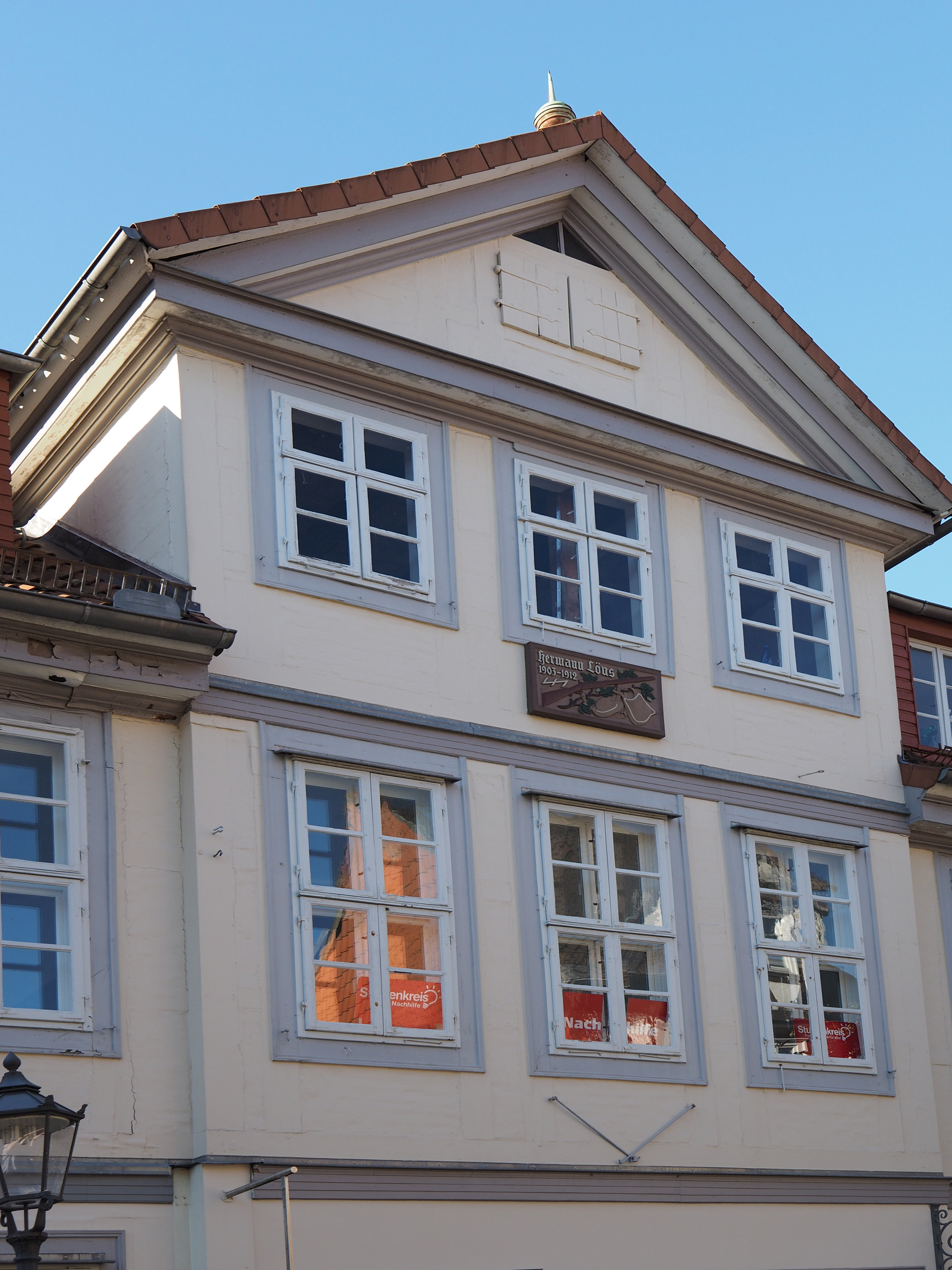
Mauernstr. 47 in Celle, in diesem Haus lebte Hermann Löns zeitweise mit Hanna Fueß zusammen

1889 lernte Löns in Münster die Kellnerin Elisabeth Erbeck (1864–1922) kennen, mit der er 1893 die Ehe einging. Nach fünf Fehlgeburten ließ er sich 1901 von ihr scheiden. 1902 heiratete er in Hannover seine Arbeitskollegin Lisa Hausmann. In ihr fand er eine intellektuell ebenbürtige, selbstbewusste Partnerin, die als Frauenrechtlerin galt. Durch die Heirat erlangte Löns Zutritt zu höheren Gesellschaftskreisen, da sein Schwiegervater Gustav Hausmann ein bekannter Maler mit Kontakten zur Künstlerwelt war. 1906 ging aus der Ehe ein Sohn, der geistig und körperlich behinderte Dettmer (* 15. Juni 1906; † 1. März 1968), hervor. 1909 verliebte sich Löns in Hanna Fueß, eine Cousine seiner Ehefrau. Seinen Vorschlag einer Ménage à trois schlugen beide Frauen aus. Nachdem Löns 1911 von seiner Ehefrau verlassen worden war, verweigerte er die Zahlung von Alimenten. Er zog ein Jahr durch Europa mit Stationen in Berlin, Davos, Innsbruck, Wien, Zürich, Wiesbaden, Münster und Wesel. 1912 kehrte er nach Hannover zurück und lebte mit Ernestine Sassenberg (1890–1970) zusammen. Offiziell war sie seine Haushälterin, wurde jedoch zu seiner Lebensgefährtin. Sassenberg war bereits in Bückeburg als 17-Jährige bei der Familie Löns als Kindermädchen angestellt gewesen.

### Berufliche Entwicklung

#### Erste Stationen

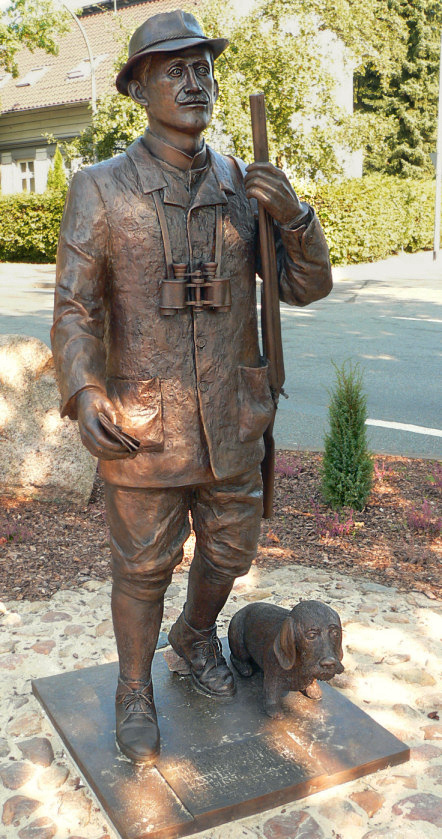
Darstellung als Jäger, Bronze-Statue von 2006 in Walsrode

Sein Studium gab Löns im Jahr 1890 vorzeitig auf. Dies und ein exzessiver Alkoholkonsum führten zum Bruch mit seinen Eltern. 1891 wurde er bei der Pfälzischen Presse in Kaiserslautern eingestellt, aber bereits ein Jahr danach entlassen. Anschließend arbeitete er bei einer Zeitung in Gera.

#### Hannover

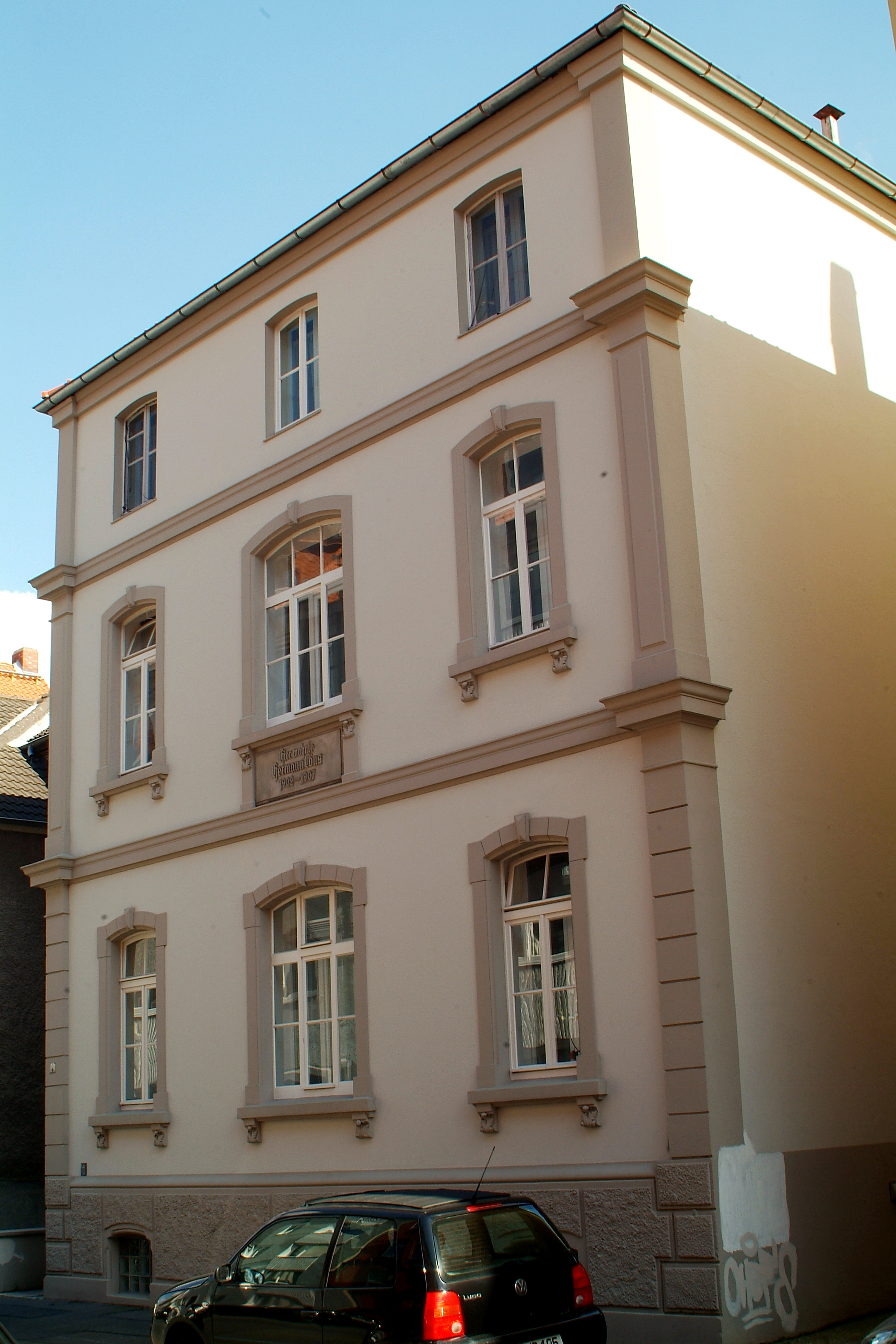
Das bis 1874 für Gustav Hausmann erbaute Wohnhaus Am Bokemahle 8 in der Südstadt von Hannover war 1902 bis 1907 Wohnsitz von Löns

Im Jahr 1892 ging Löns nach Hannover. Zunächst schrieb er für den neu gegründeten Hannoverschen Anzeiger des Verlegers August Madsack und entwickelte sich zum leidenschaftlichen, fähigen Journalisten, der sich vom freien Mitarbeiter zum Chefredakteur emporarbeitete. Popularität erlangte er durch seine satirische Lokalplauderei unter dem Pseudonym „Fritz von der Leine“, neben das später ein weiteres Pseudonym, „Aadchen Zieseniß“, trat.
Von 1902 bis 1904 gab Löns gemeinsam mit Richard Hamel die Hannoversche Allgemeine heraus. 1904 wurde er Lokalredakteur beim Hannoverschen Tageblatt. Dort schrieb Löns unter dem Pseudonym „Ulenspeigel“ eine satirische Wochenkolumne. Er übernahm schließlich auch die Redaktion der in Bremen ansässigen Zeitschrift Niedersachsen.
Löns war ein talentierter Reporter und überzeugter Lokaljournalist. Das Branchenblatt Deutsche Presse schrieb 1931, dass Löns „seinen Aufgaben mit der ganzen Erpichtheit, Findigkeit, ja Frechheit des amerikanischen Nachrichtenjägers nachging. Dergleichen war damals bei uns noch unerhört. Aber Löns hat dabei weder Lebensgefahr noch Strafmandat oder Prügeltracht jemals gescheut. [...] So wurde er der gegebene Berichter für Fürstenbesuch, Manöver, Eisenbahnunfall, Wald- und Moorbrand.“ Löns’ früherer Volontär und Redakteurs Max A. Tönjes schrieb im selben Fachblatt nach seinem Tod, zu Unrecht werde der Journalismus nur als Station im Lebenslauf des Dichters gesehen; er sei ihm „Lebenselement“ und „Grundprinzip seines Schaffens“ gewesen. „Wer sich der Arbeit des Schriftstellers Hermann Löns nähern, wer sie verstehen will, darf an dem Journalisten nicht vorübergehen.“ Er wurde als erfolgreicher Journalist, Buchautor, Dichter sowie als Naturliebhaber und Heidedichter bekannt und verkehrte in angesehenen Gesellschaftskreisen. Wegen seiner Gewohnheit, sich in weiße Anzüge zu kleiden, galt er als Dandy.
Von Hannover aus unternahm Löns von 1893 an Ausflüge in die Lüneburger Heide. Um 1900 begann er Gedichte zu schreiben, von denen viele vertont wurden, zur Zeit der Jugendbewegung u. a. von Fritz Jöde, später von Knut Kiesewetter und Fiede Kay.

#### Bückeburg

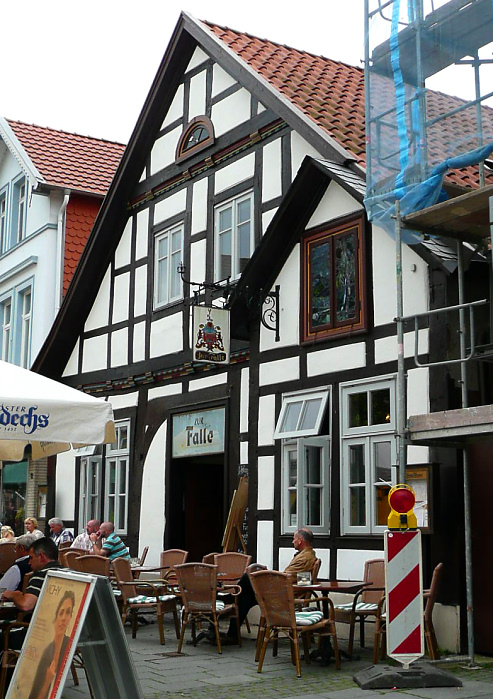
Bückeburger Traditionsgaststätte Zur Falle, in der Löns Zeitungsartikel redigierte

Am 1. November 1907 trat Löns in Bückeburg eine Stelle als Chefredakteur der Schaumburg-Lippischen Landes-Zeitung an. Er erhoffte sich in der Kleinstadt mehr Ruhe für seine Romanprojekte, doch geriet er bald mit den auf das höfische Leben im Fürstentum Schaumburg-Lippe ausgerichteten Vorgaben seines Arbeitgebers in Konflikt. Löns schied im Groll und verfasste die bissige Satire Duodez, in der er am Beispiel Schaumburg-Lippes die deutsche Kleinstaaterei verspottete.

#### Rückkehr nach Hannover
Im Jahr 1909 kehrte Löns nach Hannover zurück und arbeitete als freier Schriftsteller. In den folgenden Jahren verfasste er Kurzgeschichten und Erzählungen. 1910 erlitt er einen Nervenzusammenbruch und weilte von Mitte Januar bis Mitte März 1910 in einem Sanatorium in Bad Zwischenahn.

### Jagdleidenschaft
Hermann Löns hielt sich von 1898 bis 1914 oft zur Jagd am Westenholzer Bruch auf. Oft übernachtete er mehrere Tage in einer Jagdhütte oder in der später nach ihm benannten „Lönshütte“ nahe dem Hanshof, der durch seinen Roman Der letzte Hansbur von 1909 bekannt wurde. Die Lönshütte wurde später abgetragen und etwa 650 Meter westlich des Hofes neu aufgebaut.

### Einsatz als Kriegsfreiwilliger und Tod
Kurz nach Ausbruch des Ersten Weltkriegs meldete sich Löns in Ostenholz freiwillig zum Militärdienst. Er wurde dem Füsilier-Regiment „General-Feldmarschall Prinz Albrecht von Preußen (Hannoversches) Nr. 73“ zugeteilt, in dem später auch Ernst Jünger als Leutnant diente. Am 24. August 1914 begann seine militärische Ausbildung in der Infanteriekaserne am Waterlooplatz in Hannover, heute Sitz der Wasser- und Schifffahrtsdirektion Mitte.
Löns wollte an der Front kämpfen und lehnte die ihm angebotene Aufgabe eines Kriegsberichterstatters ab. Am Abend des 7. September überquerte er mit seinem Regiment die französische Grenze und erreichte die Gemeinde Anor. Zwei Wochen zuvor hatte die verlustreiche Schlacht an der Marne begonnen. Am 26. September 1914 fiel Löns vermutlich durch einen Herzschuss bei einem Sturmangriff gegen französische Truppen nahe der Zuckerfabrik von Loivre, etwa 10 km nördlich von Reims. In der Nacht vom 1. auf den 2. Oktober 1914 wurde sein Leichnam in einer Gefechtspause in einem Einzelgrab bestattet.
Dass Hermann Löns ein Kriegstagebuch geführt hat, wurde erst lange nach seinem Tod bekannt. Es gelangte über Umwege aus dem Nachlass des Löns-Biografen Wilhelm Deimann 1976 an die Stadt- und Landesbibliothek Dortmund. In stichwortartigen Notizen, die er mit lebhaften Naturschilderungen verbindet, beschreibt er die Grausamkeit des Krieges. Am 15. September 1914 notiert er: „Überall Feuer, nah und fern. Turteltaube schwingt sich in Baum am Weg, da Granaten sie aus dem Wald verjagt.“ Sein letzter Tagebucheintrag lautet: „Frohe Stunde, und es geht in die Linie.“ Eine fremde Handschrift fügte hinzu: „Wovon er nicht mehr zurückkehren sollte, gefallen 26.9. bei Loivre. Ehre seinem Andenken“.

### Begräbnis in Frankreich

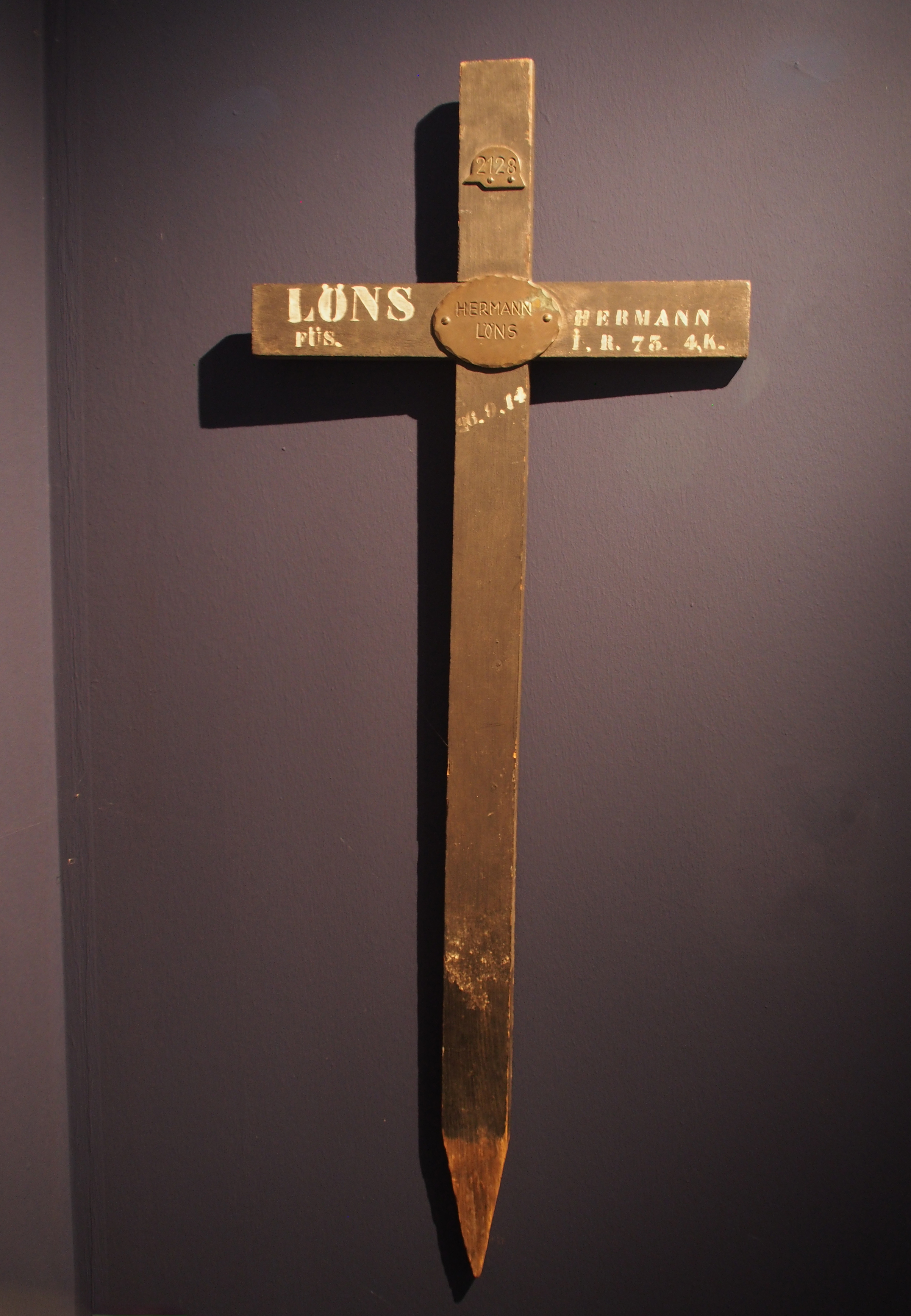
Grabkreuz von Löns, das auf dem Soldatenfriedhof in Loivre, einer Gemeinde im Arrondissement Reims, aufgestellt wurde

Vom Verbleib der sterblichen Überreste von Hermann Löns gibt es unterschiedliche Darstellungen. Im Stellungskrieg des Ersten Weltkriegs wurden Gefallene oft nur notdürftig verscharrt, so nach Aussagen seiner Kameraden auch Löns. Der Kompaniechef fertigte eine Skizze von Löns’ ungefährer Grabstelle an und versandte sie an Freunde des Schriftstellers. 1918 wurde ein deutsches Kommando zur Suche nach dem Löns-Grab ausgeschickt. Anhand der Lageskizze errichtete es ein Kreuz mit einer Widmung; ob es die richtige Grabstelle war, ist fraglich. 1919 wurden die Gebeine, die an dem mittlerweile umgestürzten Kreuz ruhten, ausgegraben und auf einem nahen Soldatenfriedhof beigesetzt. In den 1920er Jahren wurden die Überreste in ein Massengrab eines Soldatenfriedhofs in Loivre umgebettet.
Einer anderen Darstellung zufolge wurden Löns’ sterbliche Überreste erst im Januar 1933 von einem Bauern beim Pflügen auf einem Acker bei Loivre gefunden und in einem Einzelgrab in Loivre bestattet. Beim Skelett fand sich eine Erkennungsmarke, die 1934 in Berlin Löns zugeordnet wurde. Ob die Zuordnung korrekt war, ist unklar.

### Begräbnis in Deutschland

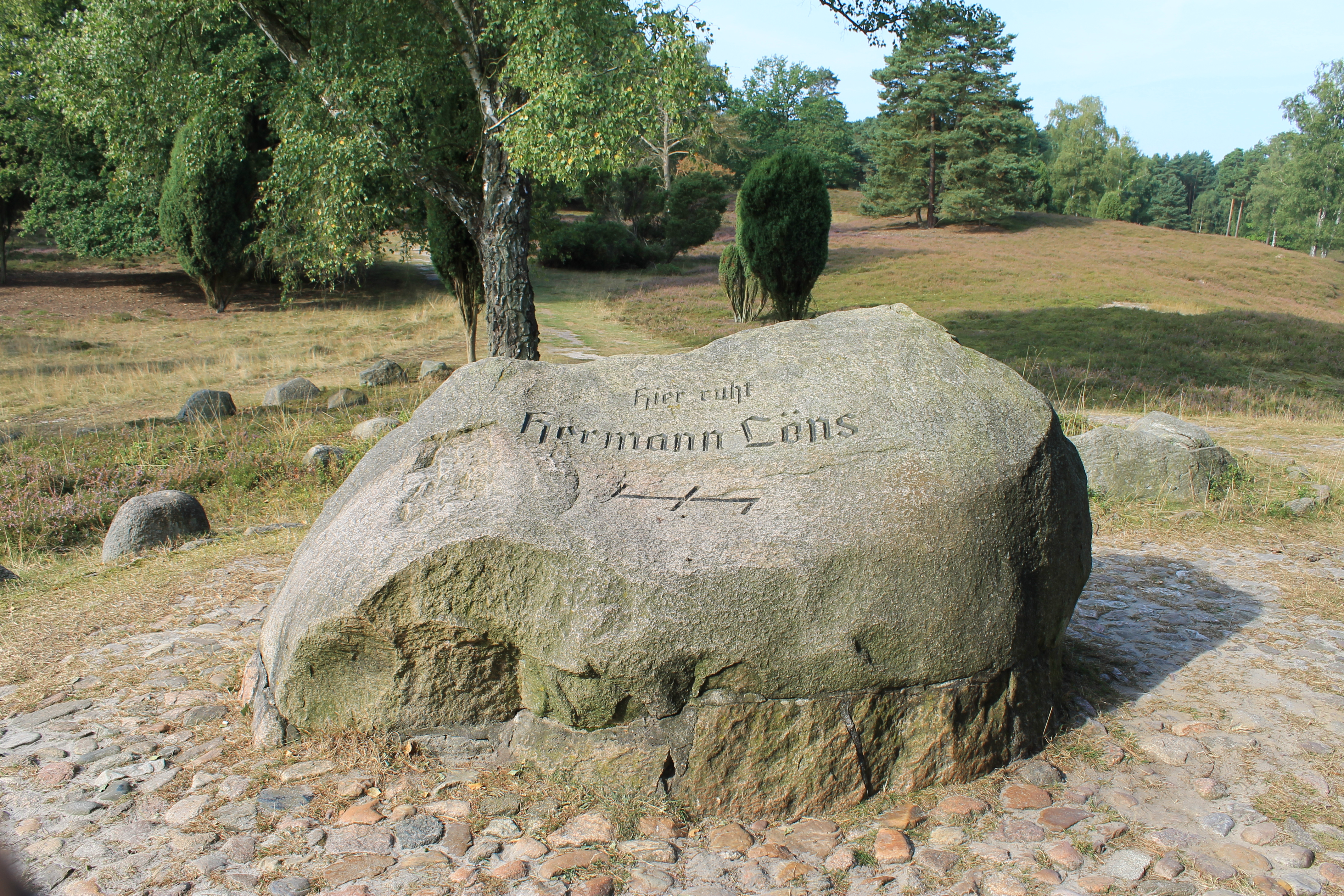
Löns-Grab unter einem Findling im Tietlinger Wacholderhain bei Walsrode

Auf Anordnung von Reichskanzler Adolf Hitler wurde Löns’ Leichnam exhumiert und nach Deutschland überführt. Eine gerichtsmedizinische Untersuchung (z. B. des Zahnstatus) erfolgte nicht.
Die Suche nach einem geeigneten Bestattungsort in der Lüneburger Heide bereitete Schwierigkeiten. Ein ursprünglich bei den Sieben Steinhäusern geplantes Begräbnis kam nicht infrage, da dort nach geheimen Plänen der Truppenübungsplatz Bergen eingerichtet werden sollte. Ein Grab am Wilseder Berg wurde aus Gründen des Naturschutzes abgelehnt, da man voraussah, dass es sich zu einem stark besuchten Pilgerort entwickeln würde. Mit der Angelegenheit waren neben der örtlichen Verwaltung auch höhere Parteistellen der NSDAP und Vertreter des NS-Regimes befasst, z. B. Hermann Göring, Rudolf Heß, Joseph Goebbels und Werner von Blomberg.
Wegen der peinlichen Verzögerung des Vorgangs entführten SA-Angehörige den Sarg 1934 aus der Friedhofskapelle in Fallingbostel und beerdigten ihn an der von Soltau nach Harburg führenden Landstraße an einer Wacholderbaumgruppe bei Barrl auf einem Privatgrundstück von Gauleiter Otto Telschow. Die mit der SA rivalisierende Reichswehr grub den Sarg ein Jahr später aus und bestattete ihn am 2. August 1935, dem Jahrestag des Beginns des Ersten Weltkrieges, im Rahmen einer Gedenkfeier im Tietlinger Wacholderhain bei Walsrode. Dort stand bereits ein Löns-Denkmal aus dem Jahr 1929. Dem Lönsgrab beigegeben wurde eine Kupferhülle mit einem von Hitler unterzeichneten Schriftstück.
1962 erklärte der Volksbund Deutsche Kriegsgräberfürsorge, dass nicht geklärt sei, ob sich im heutigen Grab bei Walsrode die sterblichen Überreste von Hermann Löns befinden.

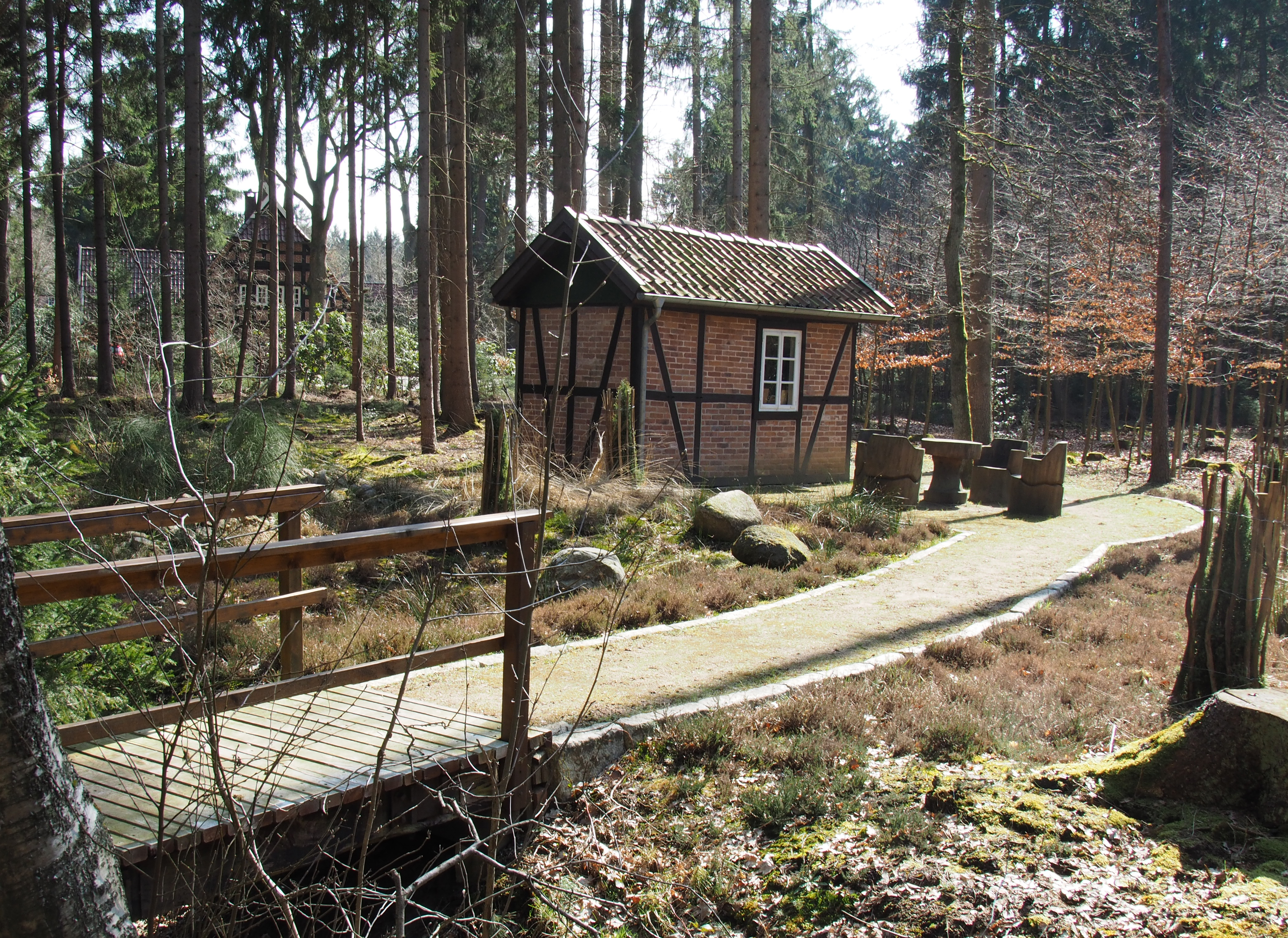
Lönshütte im Westenholzer Bruch

## Heidedichter
Hermann Löns gilt als Heimatschriftsteller und Heidedichter. Er selbst lebte überwiegend als Stadtmensch und Intellektueller. Als Reaktion auf die Verstädterung im Zeitalter der Industrialisierung und der entstehenden Massenkultur hing sein Herz am kargen Sandboden der Heide und ihren Bauern. Er wohnte wochenlang in seiner Jagdhütte im Westenholzer Bruch. Von dort ging er auf die Pirsch in Wald, Heide und Moor und verfasste unter anderem In der Jagdbude, erschienen in Mein grünes Buch, und Der Porst, in Mein buntes Buch. Viele Werke enthalten Tier- und Jagdgeschichten sowie Landschaftsschilderungen.
Löns‘ Prosa ist von Natureindrücken geprägt. Dass Jäger allmählich zu Hegern von Fauna und Flora wurden, wird auf Hermann Löns zurückgeführt. Seinen Schriften ist zu entnehmen, dass ihm lebende Wildtiere wichtiger waren als tote Jagdbeute. Löns setzte sich 1911 für die Gründung des Naturparks Lüneburger Heide ein, des ersten deutschen Naturparks.
Heute gründet sich der Fremdenverkehr in der Lüneburger Heide auch auf den Mythos des Hermann Löns. Nach seinem Tod wurde Löns nicht vergessen: Seine Natur- und Tiergeschichten wurden gelesen, seine Lieder gesungen, Gedichte auswendig gelernt; Jäger, Naturfreunde und Wanderer verehrten ihn. Er war ein früher Verfechter des Naturschutzes und somit ein Wegbereiter des heutigen Umweltschutzes.
Einige seiner Werke wurden für das Kino adaptiert. Der Heimatfilm Rot ist die Liebe (1956) basiert auf seinem Erfolgsroman Das zweite Gesicht. Die Hauptfigur der melodramatischen Handlung, ein Poet und Schriftsteller, weist autobiografische Züge auf – er ist zwischen Ehefrau und früherer Freundin hin- und hergerissen und zieht sich in seine Hütte in der Heide zurück.
Auch der sehr populär gewordene Kinofilm Grün ist die Heide (1951) beruht auf Motiven von Hermann Löns. Weitere Verfilmungen unter diesem Titel, die auch in der Lüneburger Heide spielen, gab es 1932 und 1972. Besondere Bekanntheit erlangten seine vertonten Gedichte, die später als Heidelieder beinahe den Status von Volksliedern erlangten, so wie das Abendlied (Rose Marie) auf eine Melodie von Fritz Jöde oder Verloren (Rosmarinheide zur Maienzeit blüht), das u. a. von dem Tenor Richard Tauber auf Schallplatten aufgenommen wurde.
Neben der Heide galt Löns‘ Liebe dem Harz, dem Mittelgebirge mit dem höchsten Berg Norddeutschlands, dem Brocken. 1909 prägte er für Wernigerode die noch heute verwendete Bezeichnung „bunte Stadt am Harz“.

## Werk

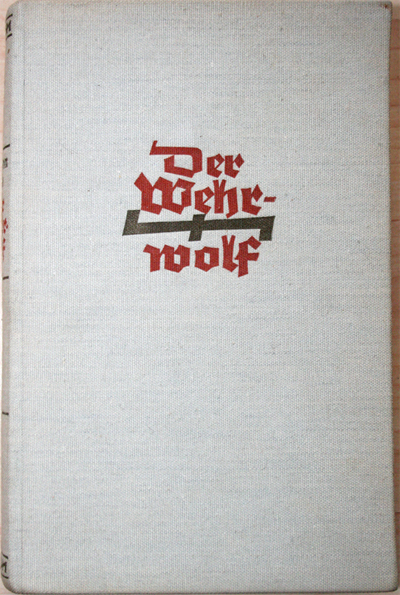
Der Wehrwolf – Bucheinband aus dem Jahre 1939 mit Wolfsangel

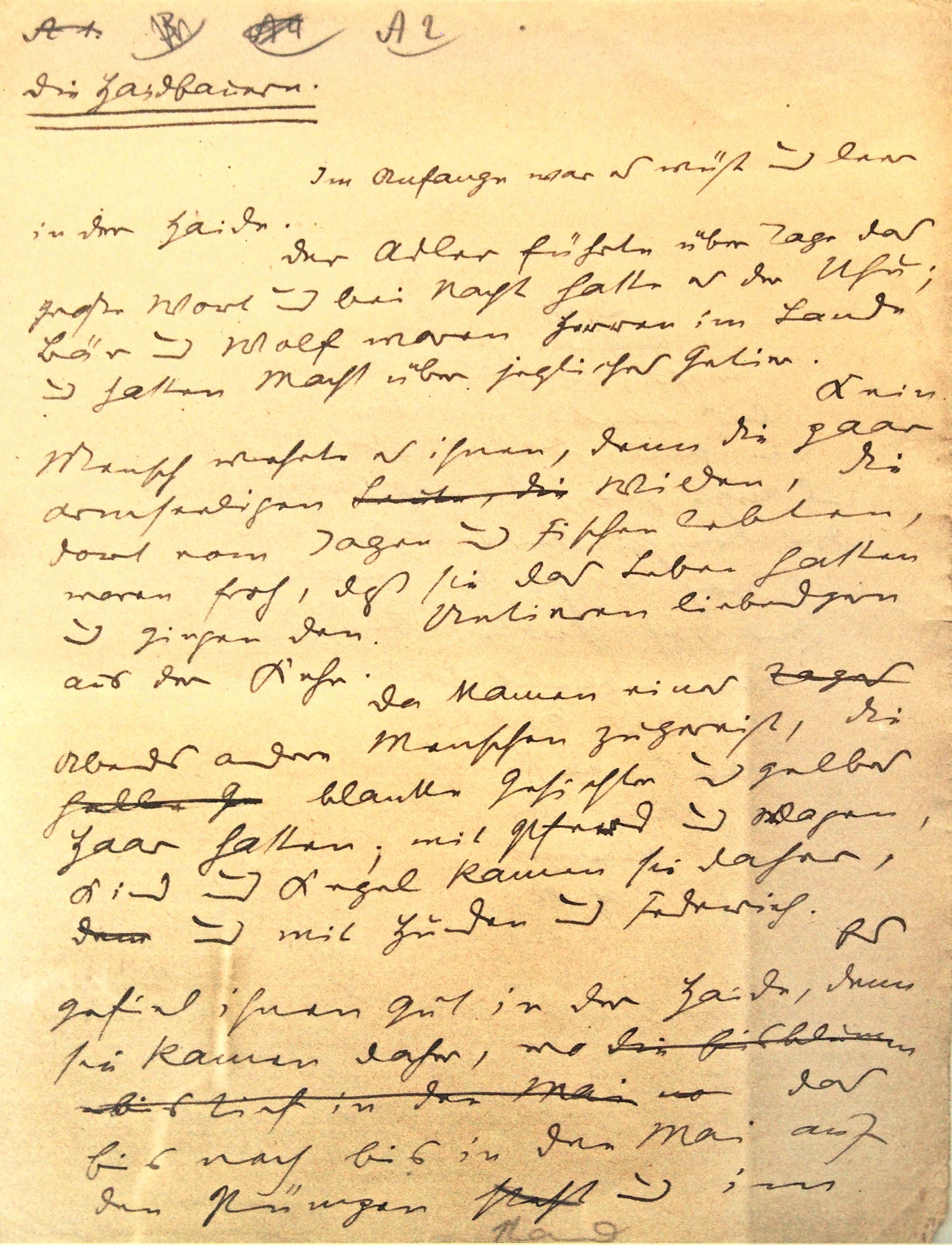
Faksimile seiner Handschrift. 1. Kapitel Die Haidbauern aus Der Wehrwolf

Die Romane Der letzte Hansbur (1909), Dahinten in der Heide (1910) und Das zweite Gesicht (1912) waren in ihrer Entstehungszeit sehr populär und gehörten zu den erfolgreichsten Neuerscheinungen. Löns‘ Erfolgsroman Der Wehrwolf (1910) gewann in der Zeit des Nationalsozialismus weiteren Zuspruch. Geschildert wird darin der Partisanenkampf eines niedersächsischen Bauerndorfes im Dreißigjährigen Krieg gegen Landstreicher, Marodeure und die schwedische Soldateska.
Die Gesamtauflage aller Löns-Bücher wird auf rund 10 Millionen Exemplare geschätzt.
Löns setzte ab 1905 unter seine Unterschrift öfters das Zeichen der Wolfsangel, das der „Verband der Hermann-Löns-Kreise“ heute in seinem Logo führt.

### Prosa
- Mein grünes Buch (1901), Jagdschilderungen
- Mein braunes Buch (1907), 21 Erzählungen aus der Heide
- Der letzte Hansbur (1909), Bauernroman aus der Lüneburger Heide
- Dahinten in der Heide (1909), Niedersächsischer Roman
- Mümmelmann (1909), Ein Tierbuch
- Der Wehrwolf (1910), Eine Chronik aus dem Dreißigjährigen Krieg
- Das zweite Gesicht (1911), Eine Liebesgeschichte
- Der zweckmäßige Meyer (1911), Ein schnurriges Buch. 20 Humoresken aus dem Naturleben
- Kraut und Lot (1911), Ein Buch für Jäger und Heger
- Da draußen vor dem Tore (1911), Heimatliche Naturbilder
- Haidbilder (1912), Neue Folge von Mein braunes Buch
- Auf der Wildbahn (1912), Jagdnovellen
- Mein buntes Buch (1913), Naturschilderungen
- Goldhals (1914), Ein Tierbuch für die Jugend
- Widu (1917), Ein Tierbuch
- Die Häuser von Ohlenhof (1917), Roman eines Dorfes
- Ho‘Rüd‘hoh! (1918), Jagderlebnisse
- Aus Wald und Heide (1920), 12 Erzählungen für die Jugend
- Aus Forst und Flur, Vierzig Tiernovellen
- Was da kreucht und fleucht Ein Tierbuch mit 144 Tier- und Landschaftsbildern, Hesse &Becker Verlag Leipzig

### Lyrik
- Mein goldenes Buch (1901), Gedichtband
- Mein blaues Buch (1909), Balladen und Romanzen
- Der kleine Rosengarten (1911), Gedichtband
  - Auf der Lüneburger Heide – Text aus dem Gedichtband Der kleine Rosengarten – Vertonung Ludwig Rahlfs
  - Das Buchenblatt – Text aus dem Gedichtband Der kleine Rosengarten – Vertonung Ludwig Rahlfs
- Junglaub, Lieder und Gedichte (entstanden zwischen 1884 und 1890, posthum erschienen 1919)
- Lönslieder zur Laute – vertont von Elly Zimmermann. C. A. Klemm, Leipzig 1919.

### Sammelwerke
- Hermann Löns: Eulenspiegeleien. Eingeleitet und herausgegeben von Traugott Pilf. Wiesbaden: Heinrich Staadt Hofbuchhandlung 1917. 67 Seiten mit Frontispiz und 28 farbigen Tafeln nach selbstgemalten Postkarten.
- Hermann Löns Brevier – Die Welt des bekannten Volksdichters in seinen Liedern, Märchen, Erzählungen und Gedichten, zusammengestellt und mit zahlreichen Illustrationen versehen von Marianne Bernhard, Gondrom Verlag, Bayreuth 1983, ISBN 3-8112-0339-8.
- Hermann Löns: Grün ist die Heide. Adolf Sponholtz, Hannover 1932 (237 S.)
  - Erw. Reprint: Löns. Grün ist die Heide. Bertelsmann Lesering, 1958. (384 S.) Nachw. zu Leben und Werk Hans Jürgen Meinerts, S. 385–394. Zahlreiche Fotografien, Lexikon waidmännischer Begriffe

### Zeichnungen, Malereien und Skizzen
Hermann Löns war nicht nur Dichter und Schriftsteller, sondern auch Zeichner und Maler. Bereits in seinen Jugendjahren hielt er Pflanzen und Tiere in Skizzen fest. Insgesamt zeichnete und malte Löns von 1907 bis 1914 mehr als 85 farbige Bildpostkarten. Ferner existieren weitere Zeichnungen, Einbandentwürfe und illustrierte Briefe. Auch in seinem Kriegstagebuch finden sich Skizzen.

### Rezeption im Nationalsozialismus
Einige der Schriften von Hermann Löns weisen nationalistische Anklänge auf. Deswegen vereinnahmten die Nationalsozialisten ihn als einen ihrer angeblichen Vordenker und stellten ihn in ihre „germanische Tradition“. Löns’ Matrosenlied mit der wiederkehrenden Textzeile „Denn wir fahren gegen Engeland“ wurde schon im Ersten Weltkrieg im Zusammenhang mit dem Seekrieg gegen Großbritannien gesungen. Löns hatte es ursprünglich auf die Melodie eines Wanderliedes von Reinhold Schaad gedichtet („Heute wollen wir das Ränzlein schüren“). In der Folge wurde Löns’ Engeland-Lied mehrfach vertont, unter anderem von Konrad Ramrath als getragene Bariton-Version mit einzelnen Mollpassagen. Diese Melodie wiederum wurde im Jahre 1939 von Herms Niel stark überarbeitet, so dass man beinahe von einer Neukomposition sprechen kann. In dieser Form genoss das Engeland-Lied in der Kriegsmarine während des Zweiten Weltkriegs erneut große Popularität, nicht zuletzt bei der U-Boot-Waffe. Selbstverständlich nutzte die nationalsozialistische Propaganda das Lied, das auch in Schulbücher aufgenommen wurde.
Als 1934 das vermeintliche Grab von Hermann Löns in Frankreich gefunden wurde, stilisierten die Nationalsozialisten ihn zum Nationalhelden. Das feierliche Neubegräbnis 1935 bei Walsrode organisierte die Wehrmacht als symbolhafte Weihehandlung, die zugleich der Würdigung der Kriegsfreiwilligen diente, zu denen auch Löns gehört hatte.

## Löns-Kritik

### Person
Löns wird als Trinker und Frauenfeind kritisiert. So äußerte er: „Weiber sind keine Vollmenschen, denn sie haben keine Seele, sondern nur einen Uterus“ und „Ein Mann wie ich braucht jede sieben Wochen eine andere Geliebte.“ Der Bückeburger Mediziner Kantorowisz erklärte in einem gerichtlichen Attest, er habe Löns wegen „schwerer nervöser Störungen“ und eines „krankhaften Wandertriebs“ behandelt. Der Patient leide zudem an „periodischer Trunksucht“.
Seine nationalistische Einstellung mit antisemitischen Anflügen bekundete Löns freimütig:

„Ich bin Teutone hoch vier. Wir haben genug mit Humanistik, National-Altruismus und Internationalismus uns kaputt gemacht, so sehr, daß ich eine ganz gehörige Portion Chauvinismus sogar für unbedingt nötig halte. Natürlich paßt das den Juden nicht …“

Der Löns-Kritiker Thomas Dupke (siehe Literatur) ist der Auffassung, dass Löns’ spätere Vereinnahmung durch die Nationalsozialisten nicht ohne sein eigenes Zutun möglich gewesen sei, da er sich häufig sozialdarwinistisch und rassisch-völkisch geäußert habe.

### Naturschützer
Löns-Kritiker Thomas Dupke (siehe Literatur) sieht in Löns’ Engagement für den Naturschutz keine ökologischen Motive im heutigen Sinne, sondern Vaterlandsliebe. Natur sei für ihn Rassenschutz, Kraftressource für das deutsche Volk und Volksgesundheitsbrunnen gewesen.

### Werk
Einige Kritiker bemängeln, dass in Löns’ Jagd- und Tiergeschichten Natur vermenschlicht werde, z. B. erhielten in Mümmelmann die Hasen Vor- und Zunamen. Der Germanist Hans-Albrecht Koch verurteilt Löns’ Werk als „Provinzprosa“ und „Kitsch“:

„Banalste Gedichte, von denen einige durch Vertonung überlebt haben, und Provinzprosa, die der Blut-und-Boden-Literatur zumindest vorgearbeitet hat und für die der Ausdruck Kitsch noch ein Euphemismus ist: nicht viel anders wird wohl jeder, der über einigen literarischen Geschmack verfügt, das Werk von Hermann Löns charakterisieren.“

## Gedenken

### Löns-Archiv
Im Jahr 1939 wurde in Hannover die Hermann-Löns-Gesellschaft e. V. gegründet, die sich zum Ziel setzte, Erinnerungsstücke und Literatur des Heidedichters und Journalisten zusammenzutragen. Den Aufbau des Archivs finanzierte hauptsächlich die Stadt Hannover, sodass 1941 das Archiv in „Städtisches Hermann-Löns-Archiv“ umbenannt wurde.
Am 12. Januar 1967 übernahm das Kulturamt der Stadt Hannover den gesamten Bestand des Vereins. Die Stadtbibliothek erhielt zahlreiche Handschriften, Bücher von und über Löns, Bilder sowie eine Reihe von Erinnerungsstücken. Die Bilder und Erinnerungsstücke wurden an das Historische Museum in Hannover abgegeben. Die Literatur- und Manuskriptsammlung ging endgültig in den Besitz der Stadtbibliothek Hannover über.
In der Folgezeit wurden die Bestände des Archivs durch das Zusammenziehen von vorhandenen Bibliotheksbeständen, Übernahmen und Leihgaben von anderen Institutionen, durch Geschenke von Privatpersonen und Ankäufe ergänzt. Als letzte große Schenkung übernahm das Löns-Archiv der Stadtbibliothek Hannover im Mai 2007 die Autografensammlung des Löns-Sammlers Karl-Heinz Beckmann aus Ascheberg-Herbern.
Weitere umfangreiche Sammlungen von Löns-Autografen befinden sich in der Stadt- und Landesbibliothek Dortmund, dem Stadtarchiv Celle und der Universitäts- und Landesbibliothek Münster. Die Münstersche Sammlung enthält u. a. Dokumente aus dem Nachlass des Löns-Freundes Max Apffelstaedt.

### Hermann-Löns-Medaille
Die nach ihm benannte Hermann-Löns-Medaille würdigt Verdienste um die Förderung und Pflege des Volksliedes, der Volksmusik, des deutschen Volksliedgutes sowie der volkstümlichen Unterhaltung und wird insbesondere an Sänger, Komponisten und Moderatoren sowie an Orchester, Chöre, Gesangsgruppen und Instrumentalsolisten verliehen.

### Gedenkstätten

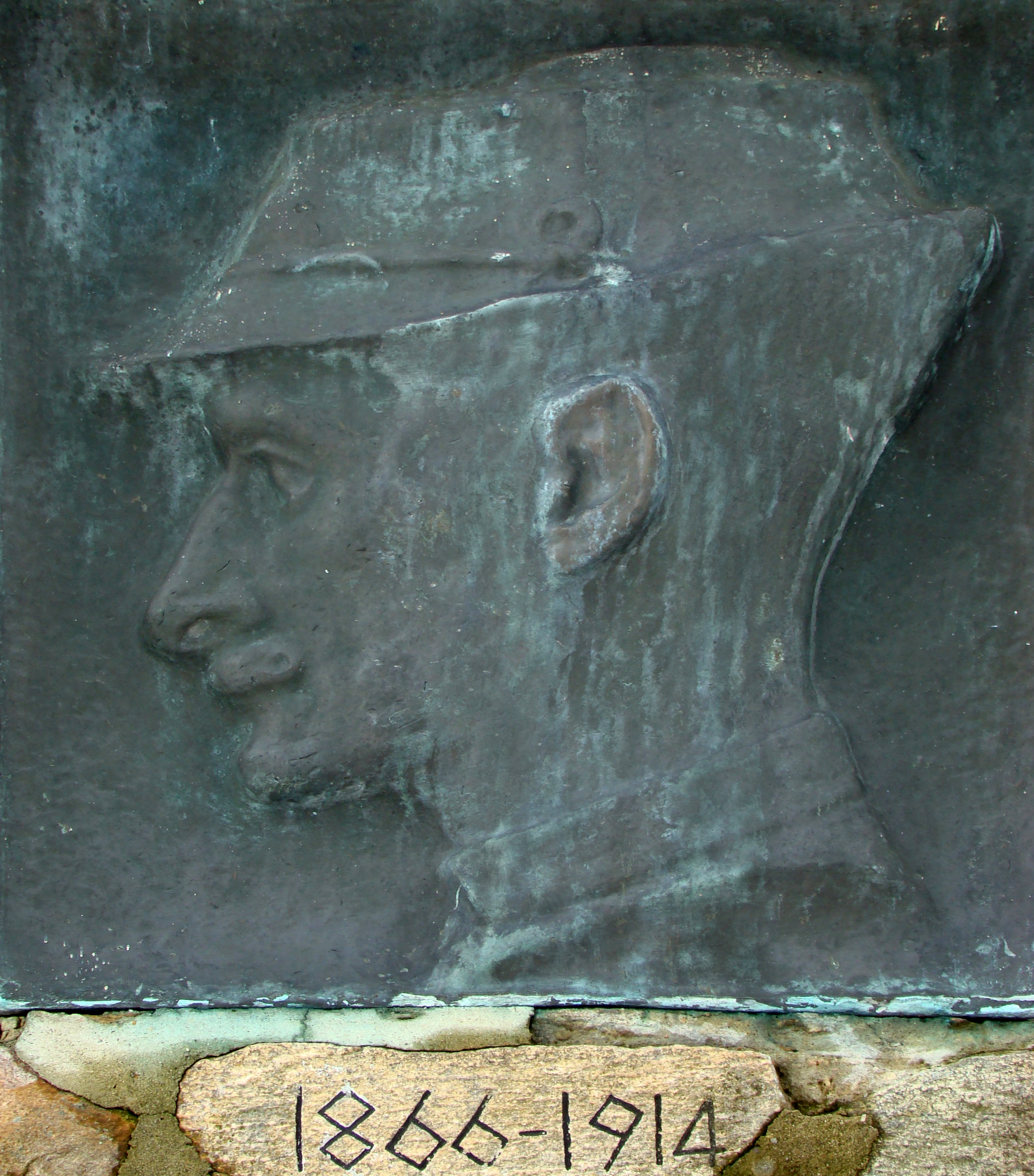
Reliefbild des Hermann Löns am Lönsdenkmal auf dem „Wietzer Berg“ in Müden

Nach Löns’ Tod entstanden zahlreiche Gedenkstätten zu seiner Erinnerung. Die erste war ein Denkmal von 1921 auf dem Wietzer Berg bei Müden in der südlichen Lüneburger Heide. Nach seiner Bestattung bei Walsrode entstanden ab 1935 Löns-Denkmäler überall in Deutschland, meist von örtlichen Jägerschaften errichtet. In Deutschland, Österreich und weiteren Ländern waren es im Jahr 2006 rund 140 Gedenkstätten, davon mehr als 100 in Deutschland.
Die Stadt Walsrode nennt sich seit 1935 „Hermann-Löns-Stadt“. Dort und in der näheren Umgebung gibt es mehrere Gedenkstätten:
- Löns-Denkmal von 1929 im Tietlinger Wacholderhain, einer parkähnlichen Heidelandschaft
- Löns-Grab von 1935 unter einem Findling im Tietlinger Wacholderhain nahe dem Löns-Denkmal (siehe Foto oben: Begräbnisse in Deutschland)
- Löns-Jagdhütte im Westenholzer Bruch, etwa drei Kilometer südwestlich des Ortsteils Westenholz. In der Hütte hielt sich Hermann Löns zwischen 1898 und 1914 häufig und lange auf.
- Löns-Zimmer im Heidemuseum Walsrode mit Einrichtungsgegenständen aus seinem Nachlass und einer Werksammlung
- Bronzeplastik des Hermann Löns in Lebensgröße am Heidemuseum von 2006

Auf dem Löns-Denkmal im Tietlinger Wacholderhain steht:

„Laß Deine Augen offen sein,

Geschlossen deinen Mund

Und wandle still, so werden dir

Geheime Dinge kund.“

Im Naturpark Schönbuch bei Ammerbuch-Entringen gibt es im Gewann Steingart einen Hermann-Löns-Brunnen, der von einer Freundesgruppe um den Künstler Ugge Bärtle Mitte der 1920er Jahre errichtet wurde.

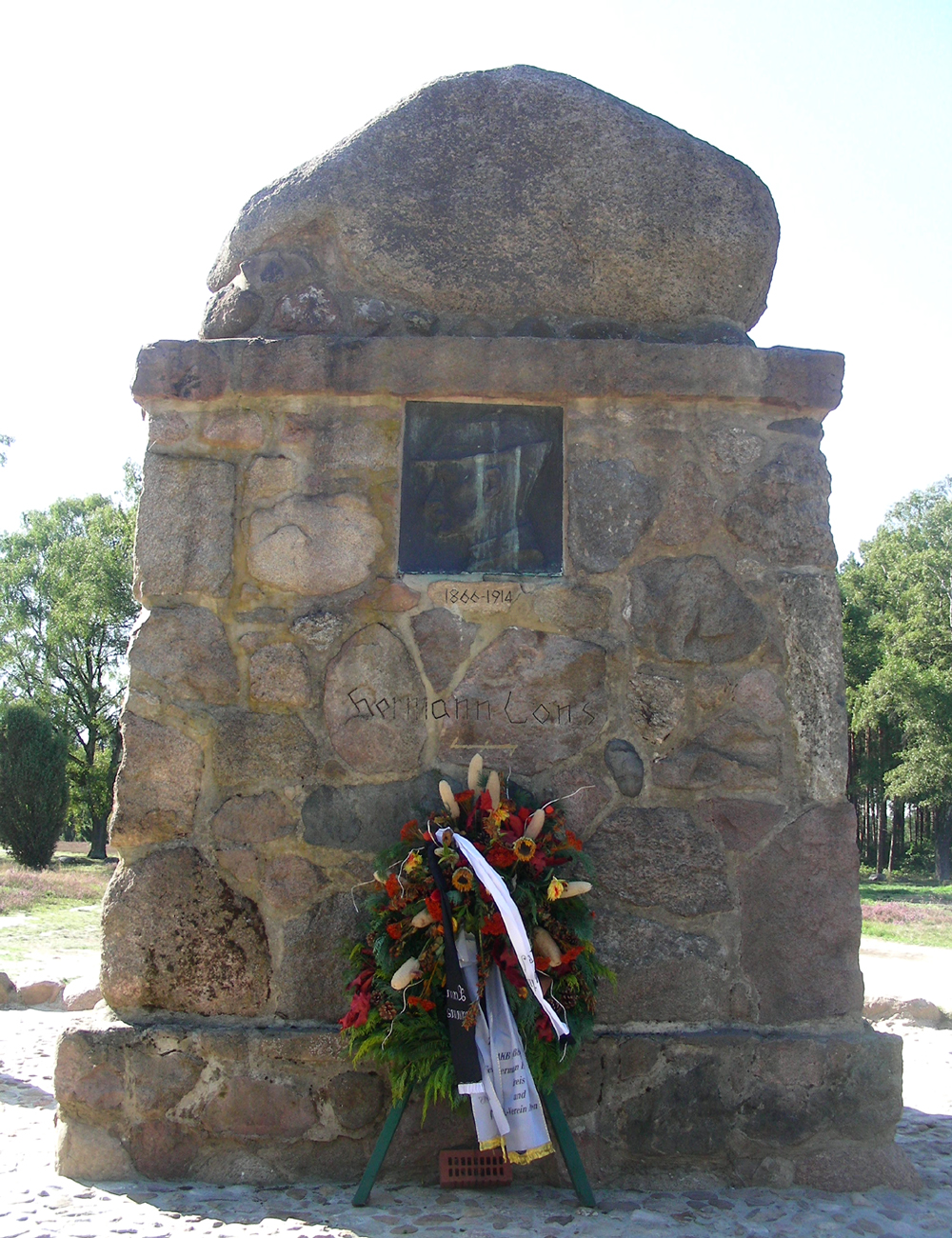
Die erste Löns-Gedenkstätte, der Lönsstein von 1921 auf dem Wietzer Berg bei Müden
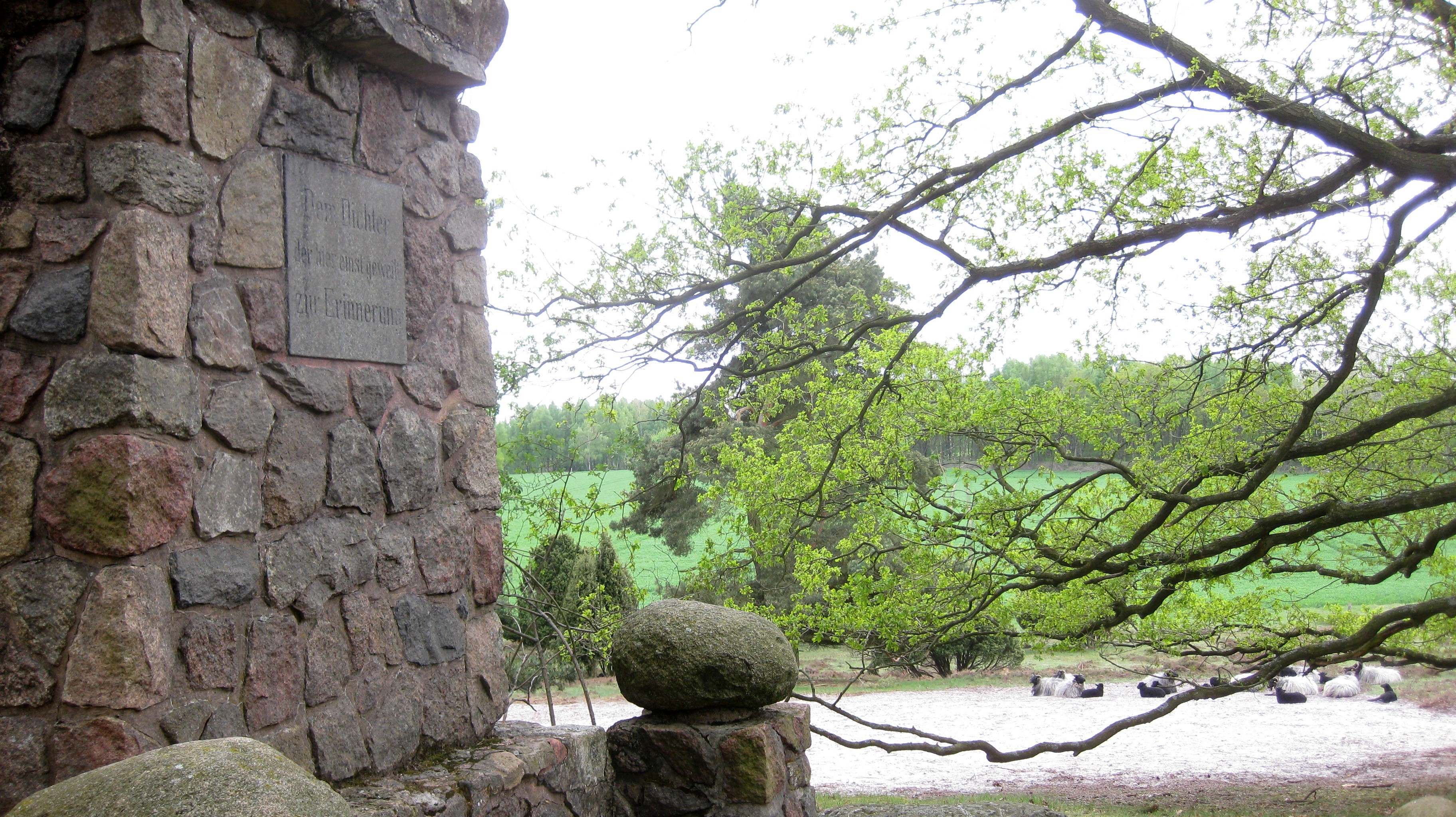
Lönsdenkmal im Tietlinger Wacholderhain, Rückseite
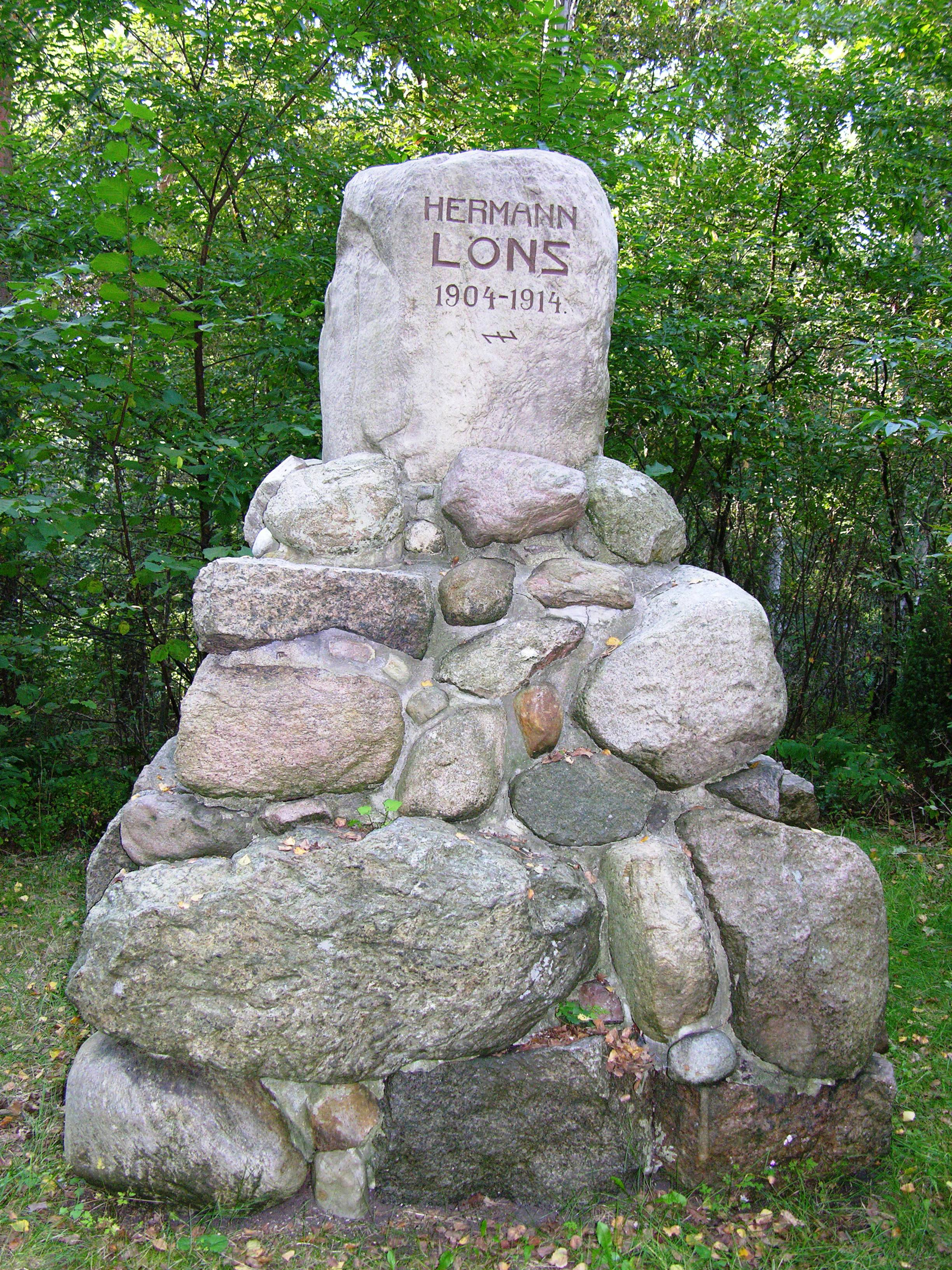
Lönsstein von 1924 in Gifhorn-Winkel
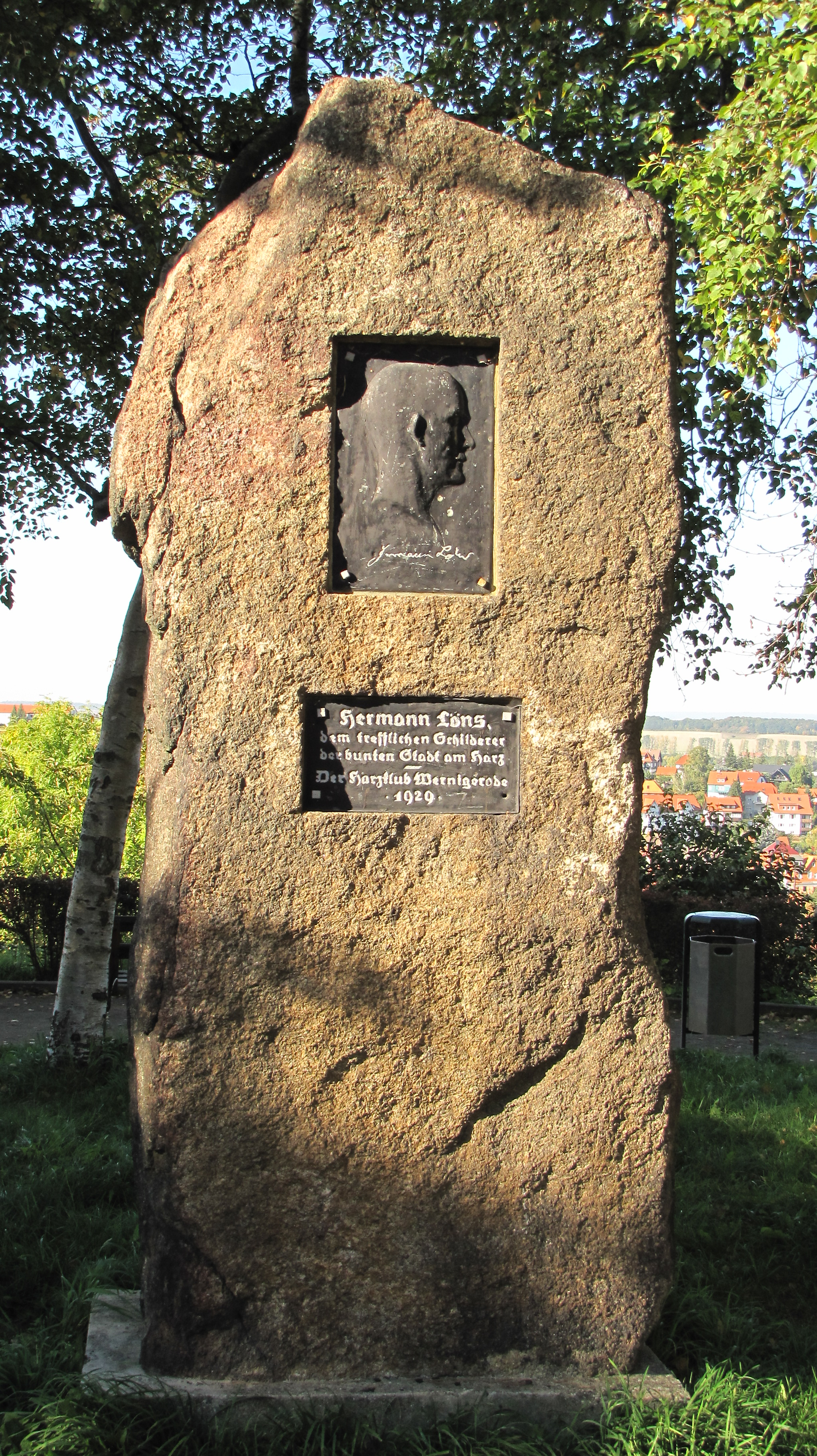
Löns-Denkmal in Wernigerode
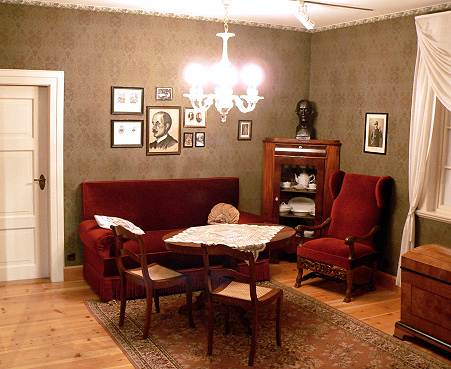
Löns-Zimmer im Heidemuseum Walsrode
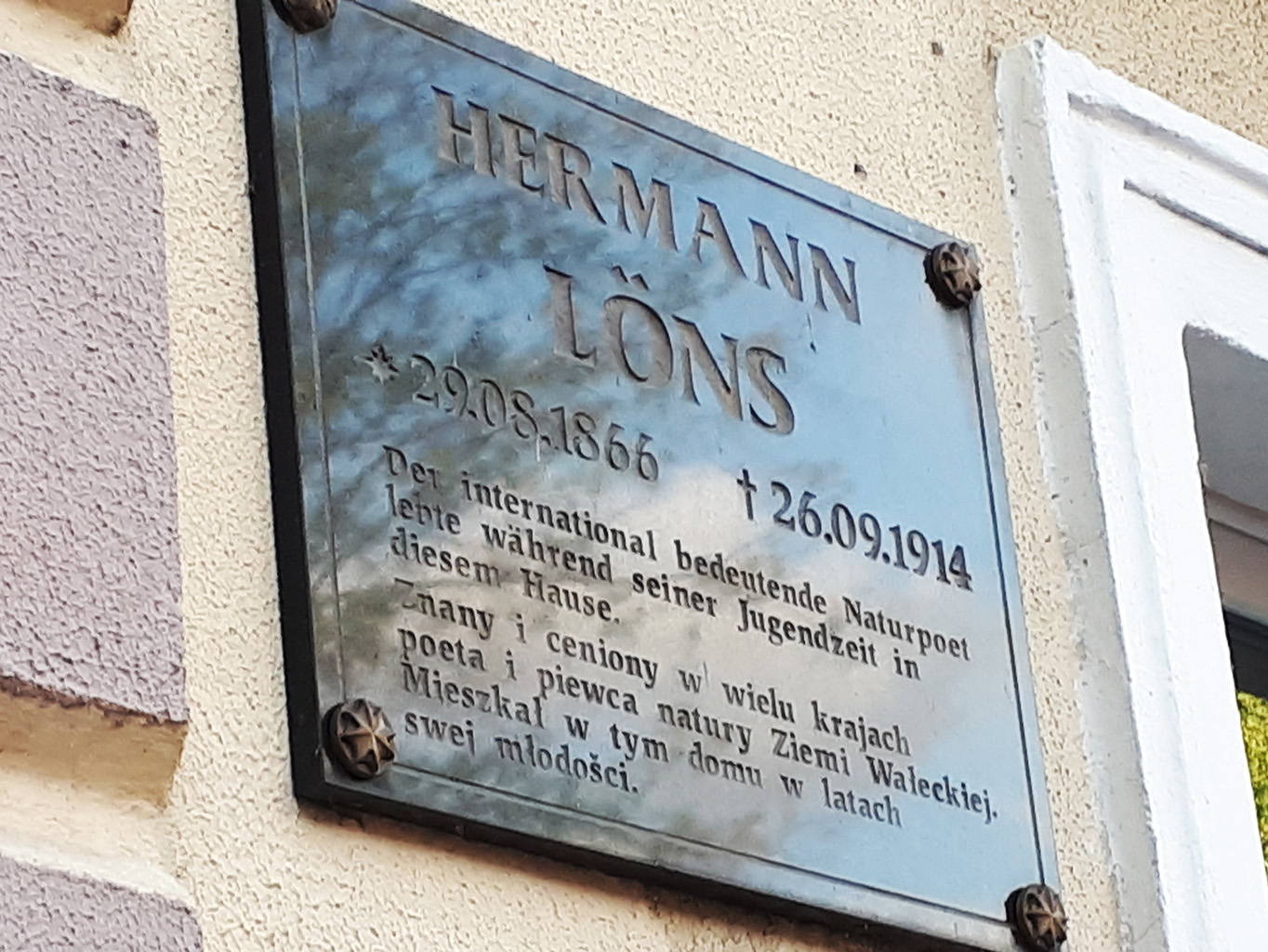
Gedenktafel für Hermann Löns in Deutsch Krone / Wałcz
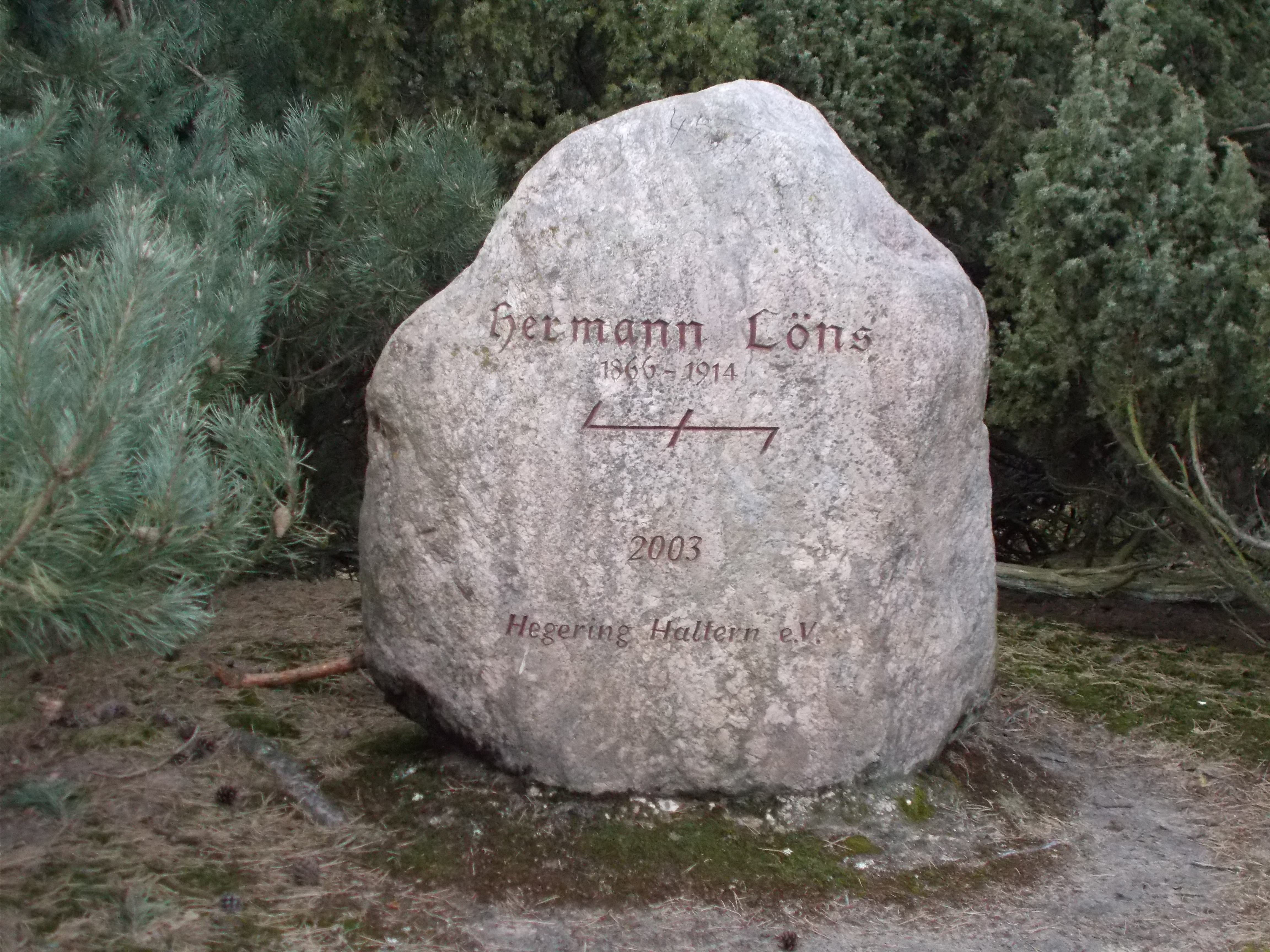
Gedenkstein in der Westruper Heide bei Haltern am See (2003)

Der „Lönsstein“ nordwestlich von Pulkau im Bezirk Hollabrunn in Niederösterreich ist ein mit einem bronzenen Bildnis von Löns versehener Stein und befindet sich südlich des Heidbergs im Landschaftsschutzgebiet Oberes Pulkautal. Der Pulkauer Lehrer Egon Geier, selbst Dichter, richtete im Jahr 1932 die Gedenkstätte in dem der Lüneburger Heide ähnelnden Heidegebiet ein; seit 1961 trifft sich dort regelmäßig ein kleiner Personenkreis zu einer Feierstunde.
In Deutsch Krone, heute Wałcz in Polen, erinnert eine Tafel am Haus Ulica Bankowa 21 daran, dass Hermann Löns hier in seiner Jugend lebte.

### Nach Löns benannte Schulen, Straßen u. a.
Wegen des besonderen Bezugs von Löns zu Walsrode hat der Verband der Hermann-Löns-Kreise in Deutschland und Österreich e. V. hier seinen Sitz. Er befindet sich im Heidemuseum Rischmannshof in der Hermann-Löns-Straße. Vorläufer des Verbandes waren Vereinigungen wie der 1920 in Bayern gegründete „Hermann-Löns-Bund“ und der 1921 gegründete „Lönsbund Celle“.
In Deutschland tragen etwa 600 Straßen und rund 80 Plätze sowie ungefähr 125 Schulen den Namen des Dichters. In Hannover wurde zwischen 1936 und 1939 der fast 90 ha große Hermann-Löns-Park angelegt, ein Parkgelände mit typisch niedersächsischer Landschaftsprägung. Eine weitere Löns-Parkanlage gibt es in Braunschweig. Der Lönspfad verbindet als 44 Kilometer langer Fernwanderweg die Städte Horn-Bad Meinberg und Oerlinghausen im Kreis Lippe.
Auch Jagdverbindungen wurden nach dem Dichter benannt, z. B. die „AJV Hermann Löns“ in Münster. Im Paderborner Stadtteil Schloß Neuhaus steht das Hermann-Löns-Stadion. In Bergisch Gladbach wurde das Gelände der bis 1996 bestehenden Hermann-Löns-Kaserne zum Neubaugebiet „Hermann-Löns-Viertel“. Ein weiteres nach Löns benanntes Viertel ist der Hermann-Löns-Anger in Eschweiler. In der Wedemark liegt die zu Resse gehörende Lönssiedlung mit der Straße Lönswinkel. Ebenfalls in Resse liegt der Heidegasthof Löns.
2006 gab die Österreichische Post zum 140. Geburtstag von Hermann Löns eine Sonderbriefmarke heraus, auf der die bronzene Hermann-Löns-Statue von Walsrode abgebildet war.
Im Jahr 2017 beurteilte eine Historikerkommission der Stadt Graz die Benennung der Hermann-Löns-Gasse im Bezirk Gries kritisch, da der Namensgeber ein „darwinistische[r] Heimatdichter“ gewesen sei, dessen Verherrlichung im Nationalsozialismus auch zur Straßenbenennung in Graz geführt habe. Eine weitergehende Konsequenz ergab sich daraus nicht.